# Barry Douglas
Barry Douglas (Belfast, 23 aprile 1960) è un pianista britannico.

## Biografia
Barry Douglas ha iniziato a suonare il pianoforte sin da piccolo. Dapprima ha studiato a Belfast, presso il Methodist College e, a 16 anni, ha proseguito con LeWinter Felicitas, allieva di Emil von Sauer, il quale era uno dei pupilli di Franz Liszt. A Londra ha studiato con John Barstow per quattro anni e in seguito si è perfezionato privatamente con Maria Curcio, l'ultima allieva di Artur Schnabel. Nel 1985, ha vinto la medaglia di bronzo al Concorso pianistico internazionale Van Cliburn e il primo premio al concorso di Santander, in Spagna. Nel 1986, è stato il vincitore del Concorso internazionale Čajkovskij di Mosca, primo pianista non russo a riuscire nell'impresa dopo l'exploit di Van Cliburn nella prima edizione del 1958.

## Carriera
Dopo la vittoria al concorso di Mosca, ha intrapreso una brillante carriera concertistica e discografica. Il suo album di debutto è stato dedicato ai Quadri da un'esposizione di Modest Petrovič Musorgskij. Recentemente ha completato l'incisione dei concerti per pianoforte di Beethoven con la Camerata d'Irlanda, da lui fondata nel 1998 e patrocinata dalla regina Elisabetta II. Douglas è inoltre direttore artistico del Festival Internazionale di Manchester. Nel 2002 gli è stato insignito il titolo di ufficiale dell'Ordine dell'Impero Britannico per i suoi servizi resi in campo musicale. Nel settembre del 2007 ha ricevuto ad honorem un dottorato di musica dall'Università Nazionale d'Irlanda (Galway).

## Vita privata
Barry Douglas è sposato e ha tre figli. Vive tra Parigi e Lurgan.